# Der kleine Staatsanwalt
Der kleine Staatsanwalt ist ein deutscher Spielfilm aus den Jahren 1986/87 von und mit Hark Bohm in der Titelrolle.

## Handlung
Der „kleine“ Staatsanwalt heißt König, wirkt ein wenig linkisch und steht berufsbedingt doch immer irgendwie unter Strom. Sein Idealismus und Ethos zwingt den Beamten dazu, jedem Fall mit großer Vehemenz nachzugehen und dabei stets den Versuch aufrechtzuerhalten, so etwas wie Gerechtigkeit walten zu lassen. Und so ist der König auch bald mit heiligem Ernst und ebensolcher Gewissenhaftigkeit hinter einem Bauunternehmer her, der ihm überlegen zu sein scheint und dann auch noch einen ranghöheren Namen, nämlich Kaiser, trägt. Jener Kaiser soll hinter einem großen Wirtschaftsbetrug in Millionenhöhe stehen. Dabei ist Kaiser selbst kaum mehr als eine Marionette in den Händen von Strippenziehern im Hintergrund: Einst ein kleiner Bauarbeiter, wurde er von einem Wirtschaftstycoon in seine jetzige Position eines Geschäftsführers der „Zielbau GmbH“ gehoben, ohne dass er die Gründe, geschweige denn die Hintergründe dieses Schachzuges durchschaut.
Erst spät begreift der etwas behäbige Herr Kaiser, dass er für bestimmte Kreise nur als Strohmann fungiert. Doch dem kleinen Staatsanwalt König geht es kaum besser, denn er erkennt nicht, dass sein Kampf gegen die Mächtigen „da oben“, die Wirtschaftsbosse und deren kriminelle Gebaren, chancenlos ist. Seine Ermittlungen und die seiner Helferin, einer Kriminalbeamtin, werden von den eigenen Leuten teils ausgebremst, teils konterkariert. Nicht jeder in den Ämtern und Behörden hat offensichtlich dasselbe archaische Gerechtigkeitsgefühl des „kleinen Staatsanwalts“. Am Ende ist das ungleiche aber stets bemühte Ermittler-Paar dem Drahtzieher durch beharrliche Recherchen auf die Spur gekommen, muss aber schließlich auf Druck „von oben“ den Fall abgeben, und die eigentlich Schuldigen kommen davon…

## Produktionsnotizen
Der kleine Staatsanwalt entstand im November und Dezember 1986 in Hamburg und wurde am 6. Mai 1987 uraufgeführt.
Jürgen Böttcher übernahm die Produktionsleitung. Jochen Krumpeter kümmerte sich um die Ausstattung, Ingeburg Wolf entwarf die Kostüme.

## Kritiken
In Der Spiegel heißt es: „Hark Bohms »Der kleine Staatsanwalt« lief zwar unter Applaus im Programm der Berlinale, doch er trägt die Handschrift einer NDR-Koproduktion: Nahaufnahmen, Dialoglastigkeit, Kolportage, Möwen im Abendlicht, Hamburg als Synonym fürs Tor zur Welt.“
Anne Frederiksen schrieb in der Zeit: „Einen Blick hinter die Kulissen Justitias also gewährt uns Hark Bohm, selbst gelernter Jurist, mit seinem neuesten Film. Doch ist daraus kein trockenes, langatmiges Werk über die oft verschlungenen Wege des Justizwesens geworden, vielmehr amüsantes Erzählkino, in dem Ironie, auch ein bißchen Melancholie nicht fehlen. (…) Die Hauptfiguren, Hark Bohm als Staatsanwalt König, Martin Lüttge als Alibi-Boss Kaiser … überzeugen ebenso wie die meisten der Nebenfiguren.“

„… rabenschwarze Juristen-Komödie.“

Das Lexikon des Internationalen Films bezeichnete den Film als „sehenswert“. Dort heißt es: „Ironisch-melodramatische Abrechnung mit dem in der Wirtschaftskriminalität vorherrschenden Justiz-Grundsatz "Die Großen läßt man laufen". Konventionell inszeniert, aber hervorragend gespielt und voll präziser Dialoge.“
Cinema meinte, in Bohms „hintergründiger Komödie fließen aktuelle Fälle von Bauskandalen und Rechtsbeugung ein. Wahre Gerechtigkeit, so das Resümee von Bohms Film, findet ab einer bestimmten Einkommensgrenze und Ämterstufe nicht mehr statt.“